# 毒魔復仇2
《毒魔復仇2》（英語：The Toxic Avenger Part II）是一部1989年美國超級英雄喜劇血腥虐殺電影，由麥可·赫茲和勞埃德·考夫曼共同執導、監製，蓋·帕汀頓·泰瑞（Gay Partington Terry）撰寫劇本。為1984年電影《毒魔復仇》的續集。故事描述毒魔（Toxic）這回獨自來到了日本東京與自己失散多年的父親見面。由朗·法齊奧（Ron Fazio）、菲比·萊格、約翰·阿塔穆拉（John Altamura）、瑞克·柯林斯（Rick Collins）、安岡力也、關根勤與桂木麻也子主演。
該片也是邁克·賈·懷特出演的首部電影，而日本漫畫家永井豪也在片中客串一角。《毒魔復仇2》於1989年2月24日美國上映。續集《毒魔復仇3：毒魔最後的誘惑》同於1989年推出。

## 劇情
在「毒魔」馬文現身的五年後，在前者的努力下，特羅馬市（Tromaville）成為了一個沒有犯罪和貪腐的優良城市，但這也因此讓毒魔沒有可發揮的餘地。為此，毒魔和盲人女友克萊兒（原名莎拉）一同在一家盲人收容所工作，而他也持續接受精神科醫師的治療。某日，天啟公司（Apocalypse Inc.）的董事送來了一個炸彈包裹而使收容所爆炸，藉此殺死毒魔並佔有其特羅馬市。這場爆炸僅毒魔和克萊兒等數人倖存下來。接著，毒魔將天啟派出的殺手們一一擊敗。
行動失敗後，天啟公司召開了董事會議，討論如何處置毒魔，其中先前被認為已死的罪犯雪茄臉也出席了該會議；最後該場會議得出結論：他們將用計將毒魔誘騙至日本，以利用天啟公司日本分部的科學家所研發的藥劑來使毒魔弱化，藉此殺死他。另一方面，毒魔和克萊兒回到了他的垃圾場公寓，且因毒魔陷入憂鬱而到醫師那接受治療。從被天啟公司收買的醫師那得知，毒魔的父親就在日本，因此他必須去那才能解決自己的困擾。
在和克萊兒道別後，毒魔自行搭著風帆抵達日本東京，並利用一張特羅馬市壽司店老闆替他寫的一張他父親的日文名在街上亂竄。中途，毒魔發現先前在買鯛魚燒的一名女孩遭到幾名惡霸試圖強暴，使他體內的感知對邪惡引了反應而上前教訓他們。日本女孩正美為了報答而和毒魔一同尋找他的父親。另一方面，天啟公司趁機佔據了特羅馬市，就此改名為「天啟市」（Apocalypseville），並接管了該處的工業、文化等，這使居民過著悲慘且充滿化學物質的生活。當毒魔與正美發現他的父親「大麥克」後卻發現對方竟然是毒品走私者，且從魚油中提煉出足以使毒魔弱化的藥劑。在毒魔與大麥克手下進行一連串的對決後，毒魔被大麥克的藥劑所影響而變得虛弱，直到正美帶他到相撲選手那治療；而敗北的大麥克則被魚店老闆無意間切成片（當時老闆因大麥克的裸女手下而分心）。
之後，毒魔搭風帆回到了美國，並及時救了被女惡霸們騷擾的克萊兒。接著，為此開始與居民們對抗天啟公司。這讓憤怒且打算摧毀特羅馬市的天啟公司董事派出了他最忠心的心腹「黑暗騎手」。在經過一場飛車追戰後，毒魔擊敗了黑暗騎手。與此同時，而毒魔真正的生父剛好回來與他團圓。天啟公司被趕出城市後，特羅馬市恢復了自由和美好，而毒魔也將繼續在市區行俠仗義。

## 演員
- 朗·法齊奧（Ron Fazio）飾演馬文·佛瑞德三世／毒魔復仇者（Melvin Ferd III／The Toxic Avenger，兼聲音）
- 約翰·阿塔穆拉（John Altamura）飾演毒魔復仇者（前）
- 菲比·萊格（英语：Phoebe Legere）飾演克萊兒（Claire）[註 1]
- 瑞克·柯林斯（Rick Collins）飾演天啟公司董事
- 安岡力也飾演大麥克·包科（Big Mac Bunko）
  - 麥可·赫茲飾演大麥克·包科的聲音（未掛名）
- 關根勤飾演新聞主播伊集院勤
- 桂木麻也子（日语：桂木麻也子）飾演正美（Masumi）
- 潔西卡·杜布林（英语：Jessica Dublin）飾演順子女士（Mrs. Junko）
- 傑克·庫柏（Jack Cooper）飾演大麥克·順子（Big Mac Junko）
- 麗莎·蓋耶（英语：Lisa Gaye (actress, born 1960)）飾演梅爾費兒（Malfaire）
- 大島蓉子（日语：大島蓉子）飾演被綁起來的女惡霸
- 白木麻弥飾演鎖鎌女
- 忍龍（日语：忍竜）飾演横綱松竹山
- 永井豪飾演佃煮評論家
- 史考特·里瓦（英语：Scott Leva）飾演黑暗騎手（The Dark Rider，未掛名）

朗·法齊奧、喬·弗萊沙克和邁克·賈·懷特也都在片中飾演天啟公司主管，兩人也在續集中回歸演出。勞埃德·考夫曼客串演出相撲力士及某名魚販的配音（未掛名）。

## 製作
在片中，由朗·法齊奧（Ron Fazio）和約翰·阿塔穆拉（John Altamura）共同詮釋主角毒魔，而法齊奧同時也要身兼飾演天啟公司主管一角。但於2001年在對法齊奧的採訪中透露，阿塔穆拉濫用自身權力來抱怨化妝，並威脅一些工作人員，而使導演勞埃德·考夫曼解僱阿塔穆拉。
當製作轉移到日本東京時，考夫曼改聘請法齊奧飾演毒魔。考夫曼最終仍將阿塔穆拉的鏡頭保留於正片中，因此能在電影開場的動作場面中看見法齊奧和阿塔穆拉的角色面對面；法齊奧飾演的是一名有著老虎條紋的天啟公司主管，最後被阿塔穆拉飾演的毒魔擊倒。法齊奧也為毒魔配音。
《毒魔復仇2》為邁克·賈·懷特出演的首部電影，他不僅飾演天啟公司主管，還幫忙指導在紐約動作戲的武打編排，而弦間石垣（Hitoshi Genma）則負責在日本的動作戲。
此外，續集《毒魔復仇3：毒魔最後的誘惑》是和《毒魔復仇2》以背靠背的方式拍攝。最初，當考夫曼發現他為《毒魔復仇2》拍了過多的鏡頭後，而將其重新剪輯成兩部電影。

## 備註
1. ↑  該角在前集名為「莎拉」，但在本集中由於未知原因而更改[2]。

## 外部連結
- 互联网电影数据库（IMDb）上《毒魔復仇2》的资料（英文）
- AllMovie上《毒魔復仇2》的资料（英文）
- Box Office Mojo上《毒魔復仇2》的資料（英文）
- 爛番茄上《毒魔復仇2》的資料（英文）